# Зеки, Мехрибан Мюрвет кызы
Мехрибан Мюрвет кызы Зеки (азерб. Mehriban Mürvət qızı Zəki; род. 18 декабря 1966, Баку) — актриса театра и кино, народная артистка Азербайджана (2018), лауреат Президентской премии.

## Биография
Мехрибан Зеки родилась 18 декабря 1966 года в городе Баку. В 1991 году окончила факультет драматического и киноискусства Азербайджанского государственного университета культуры и искусств. С 1990 по 2005 год работала актрисой в Государственном театре «Йуг», где исполнила множество ролей.
С 2000 по 2011 год она работала в театре «Ибрус». В настоящее время работает в Азербайджанском государственном академическом драматическом театре, а также преподаёт в группах «Сабах» Азербайджанского государственного университета культуры и искусств.
В 1995 году участвовала в праздновании юбилея «Манас-1000» в Бишкеке, в 1999 году принимала участие в мероприятиях ЮНЕСКО, посвящённых 1300-летию «Китаби Деде-Коркуд», которые проходили в Париже, Москве и Баку.
Мехрибан Зеки снялась во многих художественных фильмах киностудии «Азербайджанфильм». Некоторые из её ролей включают:
- Журналистка — «Умид»
- Лятифа — «Комната в отеле»
- Эльмира — «Семья»
- Гюлья — «Мелодия пространства»
- Тейба — «Я поливала улицы водой»
- Майя — «Прощай, южный город»
- Нара — «Узел»
- Нармин — «Лжецы»

Обладая красивым тембром голоса, она также выступала в качестве чтицы и вокалистки в различных фильмах.

## Награды и премии
Мехрибан Зеки неоднократно удостаивалась Президентской премии:
1. 9 мая 2012 года
2. 30 апреля 2014 года[1]
3. 10 мая 2019 года[2]
4. 7 мая 2020 года[3]
5. 7 мая 2021 года[4]
6. 6 мая 2023 года[5]
7. 9 мая 2024 года[6]

Она также является обладательницей следующих наград:
- 1993 — «Лучшая театральная роль» за моноспектакль «Хатун» на театральном фестивале «Навруз 93» в Ашхабаде
- 1996 — «Лучший рассказчик» на фестивале Джамбул Джабаева в Алма-Ате
- 1998 — Заслуженная артистка Азербайджанской Республики[7][8]
- 2005 — «Лучшая женская роль» на кинофестивале «Восток-Запад» за фильм «Я поливала улицы водой»
- 2015 — Премия Союза кинематографистов Азербайджана «За творческие успехи последних лет»[9]
- 2018 — Народная артистка Азербайджанской Республики[10]